# شيروود جونسون
شيروود جونسون (بالإنجليزية: Sherwood Johnson)‏ هو عازف جاز أمريكي، ولد في 2 سبتمبر 1925 في ساكرامنتو في الولايات المتحدة، وتوفي في 31 أكتوبر 1998 بسبب نوبة قلبية.